# کارددو
کارددو (به ایتالیایی: Cardedu) یک کومونه در ایتالیا است که در استان الیاسترا واقع شده‌است.

## خصوصیات
کارددو ۳۲٫۳ کیلومترمربع مساحت و ۱٬۷۰۸ نفر جمعیت دارد و ۴۹ متر بالاتر از سطح دریا واقع شده‌است.